# La recita
La recita (Ο Θίασος) è un film del 1975 scritto e diretto da Theo Angelopoulos.

## Trama
Grecia, 1939-1952. Il film narra la storia di un gruppo di attori teatrali che portano in scena, di villaggio in villaggio, un dramma popolare ottocentesco Golfo la pastorella di Spiridonos Peresiadis. Le loro vite si intrecciano con gli eventi di oltre dieci anni di storia del loro paese, prima e dopo la Seconda guerra mondiale.

## Piani narrativi
Il film intreccia piani narrativi diversi:
- le storie del Teatro: il dramma di "Golfo la pastorella" e la tragedia "Orestea" di Eschilo
- le storie private degli attori
- la storia della Grecia dal 1939 al 1952

## La rappresentazione teatrale
Il Teatro è tema centrale del film.
Il prologo mostra un sipario rosso su cui scorrono i titoli di testa; tre colpi rituali avvisano il pubblico che lo spettacolo sta per avere inizio e un vecchio fisarmonicista presenta l'opera che verrà rappresentata  Golfo la pastorella di Spiridonos Peresiadis.
L'argomento del dramma pastorale è così riassunto dallo stesso regista:
"...un povero pastore (Thassos) e una povera pastorella (Golfo) si amano; una ricca famiglia vuole il ragazzo; il padre gli offre del denaro; lui accetta; la povera figlia impazzisce come Ofelia".
Rappresentazione e realtà della vita degli attori si intrecciano: Elettra, che interpreta Golfo sulla scena, saluta il fratello Oreste in licenza chiamandolo Thassos, (il personaggio che lui recita nel dramma) e con quel nome lo chiama quando lo trova nella prigione morto, dopo essere stato barbaramente giustiziato.

## Vita privata e mitologia greca
Gli attori nella loro storia privata rivivono inoltre il mito degli Atridi e la tragedia Orestea di Eschilo. 
Il capo della compagnia, come Agamennone, è tradito dalla moglie, attrice anch'essa, che ha una relazione con l'attore Egisto. Verrà denunciato da Egisto ai tedeschi e fucilato. Elettra, la figlia, aiuta il fratello Oreste, partigiano comunista, a vendicare il padre: Egisto e la madre saranno uccisi da Oreste sulla scena del teatro mentre recitano la morte dei personaggi che interpretano.

## Eventi storici citati
Il film è un grande affresco della storia della Grecia prima e dopo la Seconda guerra mondiale. 
Le vicende della compagnia teatrale si intrecciano continuamente con i tragici eventi che sconvolgono il loro paese.
- autunno 1939: visita del ministro del Terzo Reich per l'Istruzione pubblica e la Propaganda Joseph Goebbels durante la dittatura di Ioannis Metaxas
- ottobre 1940: dichiarazione di guerra dell'Italia fascista e invasione dall'Albania - Campagna italiana di Grecia
- aprile 1941: occupazione tedesca della Grecia
- resistenza dei partigiani greci EAM-ELAS
- intervento militare inglese e ultimatum del generale Ronald Scobie ai partigiani greci
- dicembre 1944 Battaglia di Atene
- gennaio 1945 Accordi di Varkiza
- 1946-1949 Guerra civile greca
- novembre 1952 elezione del generale monarchico Alexandros Papagos

## Struttura del film
Il film ha una struttura circolare. Si apre e si chiude con la stessa situazione: gli attori che scendono all'alba dal treno alla stazione di Aigio. La prima sequenza porta come data il 1952, l'anno in cui si conclude il racconto; poco dopo in flashback ad essa si sovrappone la stessa immagine della piazza ma il gruppo di attori è un po' diverso, è la compagnia del 1939, l'anno in cui la storia prende inizio. La sequenza datata 1939 è anche l'ultima, quella che chiude il film. Nel film manca la parola "Fine", tutto ricomincia.

## Monologhi
Per tre volte la narrazione si interrompe e un personaggio guardando direttamente nella camera da presa si rivolge allo spettatore rendendo testimonianza di fatti drammatici vissuti:
- il capocomico, in treno, in occasione di uno spostamento della compagnia, rievoca la guerra greco-turca del 1922 e la sua emigrazione dalla Turchia alla Grecia dopo la perdita della famiglia;
- Elettra, abbandonata lungo l'argine di uno strada, descrive lo stupro subito da parte dei miliziani per punirla di non aver rivelato il nascondiglio del fratello Oreste, in montagna con i partigiani;
- Pilade, ritornato su una motobarca sul molo di Aigio, racconta di aver firmato di rinunciare all'impegno politico pur di essere liberato dopo la prigionia sull'isola di Makronissos, le torture reiterate, la resistenza iniziale e il progressivo indebolimento fisico e psichico.

## Colonna sonora
La musica e in particolare le canzoni che cantano i personaggi costituiscono un elemento fondamentale nel film.
Attraverso di esse si manifestano le differenti appartenenze culturali, le scelte politiche e private dei personaggi.
In moltissime sequenze assistiamo alla rappresentazione di uno scontro di idee affidato alle canzoni:
- Aigio 1939: sulla piazza sfilano giovani falangisti che cantano un inno patriottico e Egisto lo fischietta: Pilade, che è antifascista, gli risponde canticchiando la canzone d'amore popolare intonata dal fisarmonicista, "Tornerai".
- Capodanno 1946 - gruppi di giovani festeggiano l'inizio del nuovo anno in un locale e alternativamente impongono all'orchestra di suonare le canzoni che esprimono le loro opposte ideologie.
- 1950 circa - Nozze di Crysothemis con un sottufficiale americano: ritmi di ballo americani si contrappongono all'antico canto nuziale dell'Epiro intonato dalla vecchia per la sposa.

## Tecnica cinematografica
(Thodoros Anghelopulos, Intervista concessa a M. Demopulos e F. Liappa per "Synchronos Kinimatographos" 1974, n. 1)

## Premi e menzioni
- Festival del cinema greco 1975 (Salonicco) : miglior film, miglior regista, miglior sceneggiatura, miglior attore, miglior attrice, miglior fotografia, miglior film per l'associazione dei critici greci del cinema
- Festival de Cannes 1975: Premio della critica internazionale
- Festival de Taormina 1975: Premio speciale della giuria
- Festival del film di Londra 1975: Grand Premio
- Premio de l'Âge d'or 1976.
- Nell'aprile del 1985, l'Unione panellenica dei critici del cinema, la PEKK Πανελλήνια Ενωση Κριτικών Κινηματογράφου (Panellinia Enosis Kritikon Kinematographou), lo designa quarto miglior film greco della storia del cinema.[3]